# Lamarosa
Lamarosa est une ancienne paroisse civile portugaise (en portugais : freguesia) de la municipalité de Coimbra dans le district du même nom.
La loi no 11-A/2013 du 28 janvier 2013, portant réorganisation administrative du territoire des freguesias, fusionne Lamarosa avec la paroisse voisine de São Martinho de Árvore pour former l’União das freguesias de São Martinho de Árvore e Lamarosa (dont le siège est à Lamarosa).